# Pterolophia pilosipennis
Pterolophia pilosipennis là một loài bọ cánh cứng trong họ Cerambycidae.